# Assassinio a bordo
Assassinio a bordo (Murder Ahoy) è un film del 1964 diretto da George Pollock, ultimo di una serie inglese di quattro film su Miss Marple interpretati da Margaret Rutherford. A differenza degli altri tre, non è tratto da nessun racconto o romanzo di Agatha Christie.

## Trama
A causa della morte naturale di uno dei membri di un famoso club navale che si occupa della rieducazione di giovani delinquenti, miss Marple prende il suo posto essendo la nipote del fondatore. Durante la prima riunione uno dei membri attende smanioso di parlare dato che ha informazioni importantissime sulla nave scuola Battledore della Marina Britannica, ma quando arriva il suo turno muore improvvisamente dopo aver sniffato il suo tabacco da naso.
Il medico e la polizia sono convinti che si tratti di un infarto perché l'uomo era anziano ma miss Marple non ne è affatto convinta, poiché scopre che il tabacco da naso è stato sottratto dalla tabacchiera del defunto (tranne una misera quantità  accidentalmente versata sul tavolo dall'investigatrice stessa). Inizia così le sue indagini insieme al fido signor Stringer scoprendo che, come nella trama di un vecchio romanzo, la vittima è stata uccisa con della stricnina messa nel tabacco.
Tutto sembra portare alla nave del suo antenato e così, nonostante il disagio del Capitano Rhumstone ad ospitare estranei a bordo e le paure del signor Stringer, miss Marple sale sulla nave insieme alle 7 persone già a bordo e ai ragazzi.
La prima notte intercetta una strana conversazione in codice morse (codice che avrebbe dovuto usare lei col signor Stringer rimasto a terra per, eventualmente, continuare da solo le indagini nel caso a lei fosse successo qualcosa) e, mentre a terra quattro ragazzi della nave rubano in una villa e in seguito sono arrestati, sulla nave uno degli insegnanti è assassinato con una spada e appeso all'albero maestro. Questo si scopre poi essere il mandante dei ragazzi (in quanto ladro). Durante la notte muore anche una delle assistenti che si scoprirà essere complice e amante della prima vittima.
L'ispettore Craddok convinto della colpevolezza di uno degli insegnanti della nave lo fa arrestare solo perché sempre presente nelle liste dei ricevimenti nelle ville svaligiate dai ragazzi, ma dovrà  rilasciarlo a malincuore quando scoprirà che questo era solo il mezzo con il quale i 2 amanti-vittime arrivavano alle ville (infatti la ragazza fingeva di avere una relazione con quest'ultimo).
Entrata nella cabina del ladro miss Marple scopre che qualcosa non va perché, come le fa notare l'infermiera, i ragazzi sulla nave sono sempre stati 33 e non 45 come da istruzioni: qualcuno perciò ha intascato i soldi del sussidio manipolando i conti. Si scoprirà infatti che il secondo comandante era stato degradato per inefficienza e dopo aver accettato il lavoro sulla nave in questione aveva iniziato a rubare il denaro all'associazione. Essendo stato scoperto dall'insegnante aveva dovuto ucciderlo e quando era stato ricattato dal ladro aveva ucciso di nuovo.
Solo la morte della ragazza era stata un incidente in quanto si era ferita con una trappola per topi avvelenata mentre cercava un nascondiglio per la refurtiva rubata dalla villa.
Alla fine Miss Marple torna a terra lasciando il comando della nave al capitano che finalmente, dopo 14 anni di fidanzamento, può sposare l'infermiera.

## Accoglienza
Il film ha ricevuto critiche contrastanti: il portale di recensioni cinematografiche Rotten Tomatoes riporta 3,7/5 punti basandosi su 330 voti, mentre per il database di cinema IMDb totalizza 7,1/10 punti basato su 3813 voti. È da segnalare anche la recensione di A. H. Weiler per il New York Times (edizione del 23 settembre 1964) che riporta un giudizio negativo:
[Il film] è, in breve, una semplice situazione piena di dialoghi, fra cui solo pochi davvero divertenti, e un po' di azione che è raramente eccitante, intrigante o comica.»

## Colonna sonora
La musica dei titoli di testa è la stessa nella serie di quattro film dedicati a Miss Marple negli anni '60 e interpretati dall'attrice Margaret Rutherford; è stato creato dal compositore britannico Ron Goodwin.